# Kullorsuaq

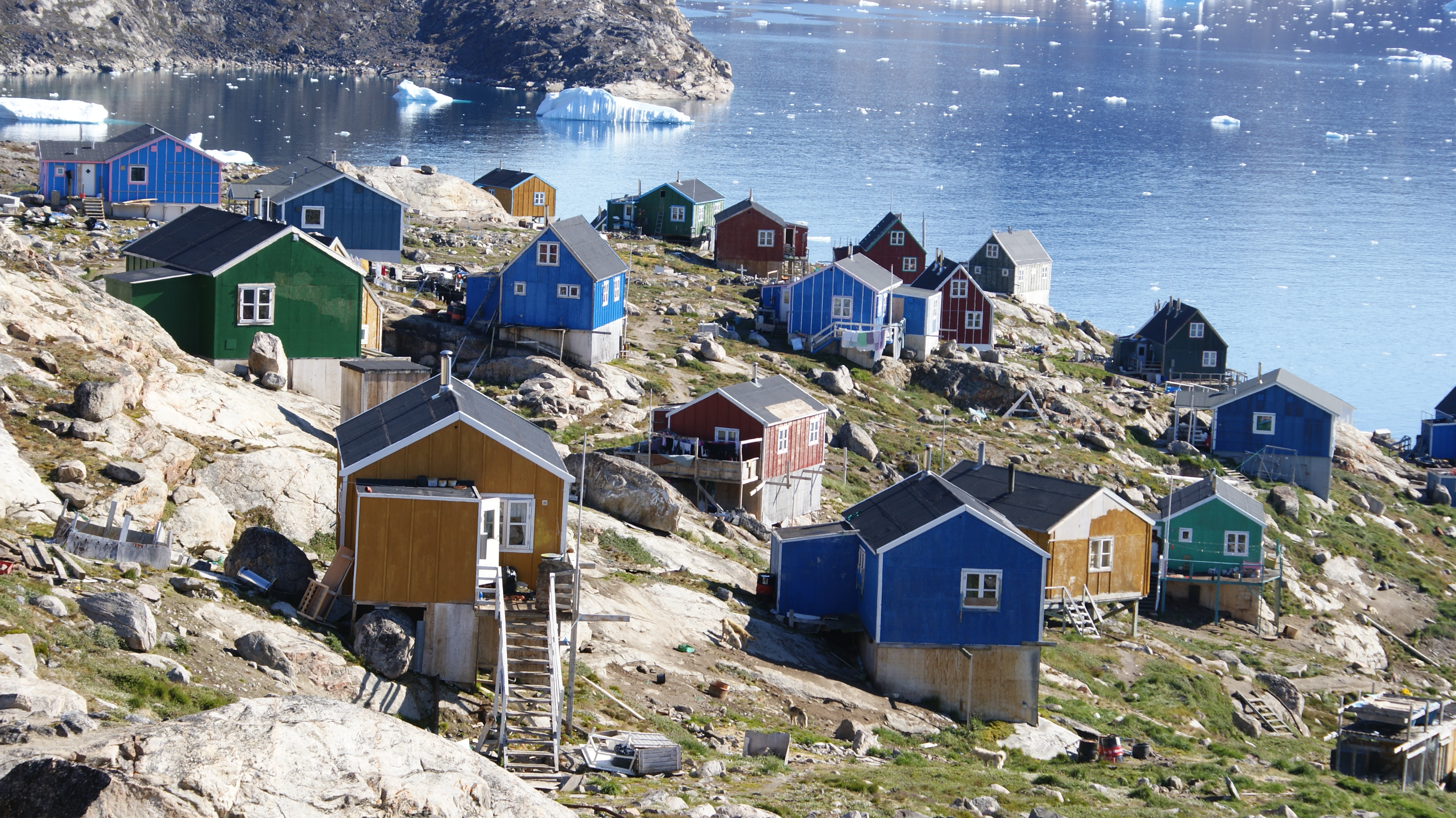
Casas de madeira coloridas em Kullorsuaq

Kullorsuaq (ortografia antiga: Kuvdlorssuaq) é um assentamento no município de Qaasuitsup, noroeste da Gronelândia. É um dos assentamentos mais a norte da Gronelândia e é o assentamento mais a norte do Arquipélago de Upernavik. Está situado na Ilha Kullorsuaq, no extremo sul da Baía de Melville, que por si só faz parte  da Baía de Baffin, que por si só faz parte do Oceano Ártico. O assentamento foi fundado em 1928 e em 2010 tinha 436 habitantes.

## Economia
A pesca de narvais e de baleias e a caça de focas e morsas são a principal actividade económica da região. Kullorsuaq está na lista das 10 localidades da Gronelândia mais pobres assim como outros 3 assentamentos no Arquipélago de Upernavik - Naajaat, Nuussuaq e Upernavik Kujalleq.

## Transporte
A Air Greenland serve o assentamento com voos bi-semanais de helicóptero do Heliporto de Kullorsuaq para o Heliporto de Nuussuaq e para o Aeroporto de Upernavik.

## População
Com 436 habitantes em 2010, Kullorsuaq é a localidade mais populosa do Arquipélago de Upernavik, sem ser Upernavik. É um dos poucos assentamentos apresentando padrões de crescimento populacional significativos no município de Qaasuitsup. A sua população aumentou mais de 60% em relação a 1990 e mais de 12% em relação a 2000.

## Ver também

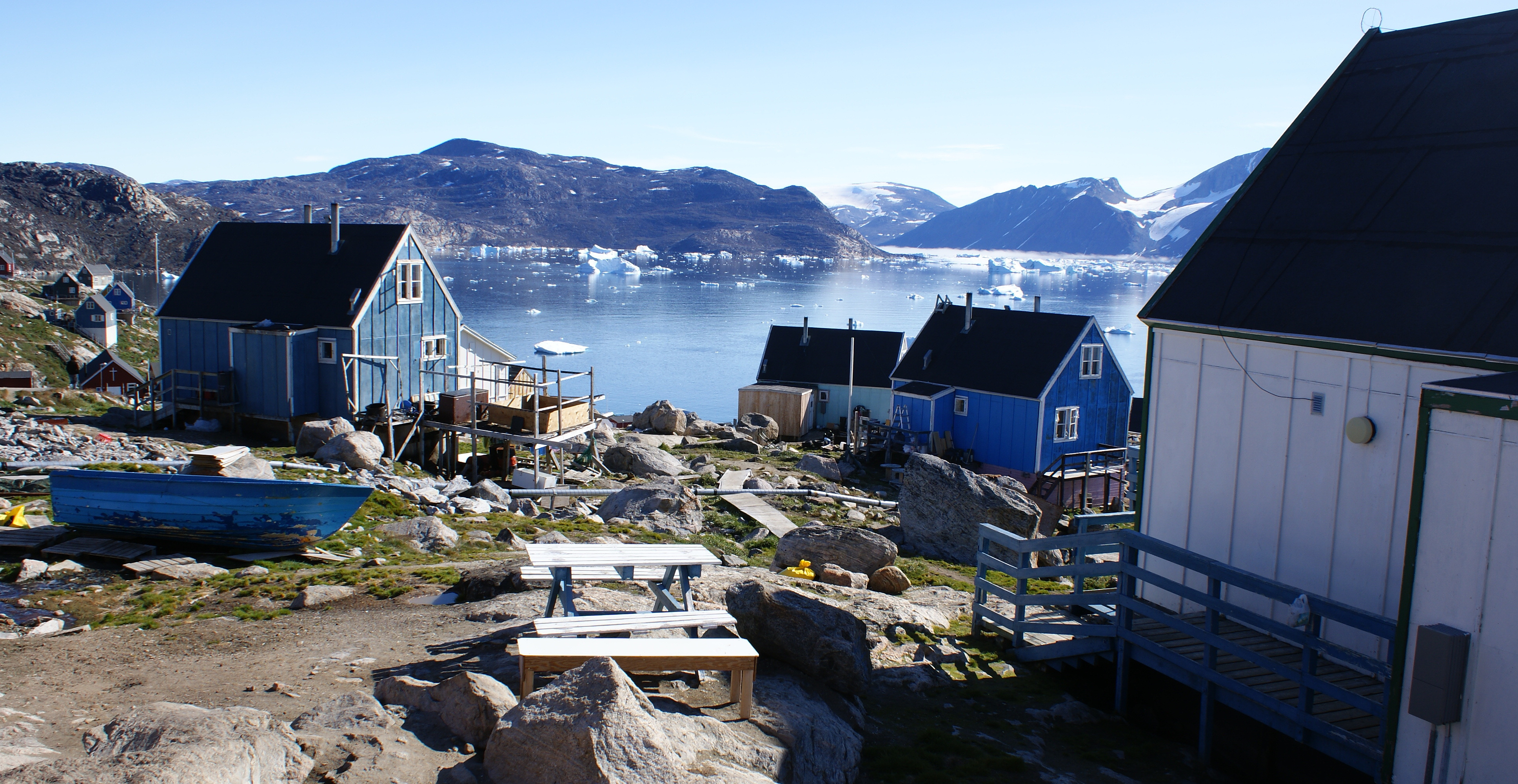
Kullorsuaq